# Ernst Steinbach (Politiker)
Ernst Steinbach (* 21. Dezember 1939 in Wien) ist ein ehemaliger österreichischer Politiker (SPÖ) und Hauptschullehrer. Steinbach war von 1983 bis 1991 Abgeordneter zum Wiener Landtag und Gemeinderat und von 1992 bis 1994 Abgeordneter zum Österreichischen Nationalrat.

## Ausbildung und Beruf
Steinbach besuchte nach der Pflichtschule die Bundeslehrerbildungsanstalt, an der er 1959 die Matura ablegte. Er legte die Lehrbefähigungsprüfung für Volksschulen und die Lehramtsprüfung für Hauptschulen in den Fächern Mathematik, Biologie und Umweltkunde, Physik und Chemie sowie die Lehramtsprüfung für Polytechnische Lehrgänge in den Fächern Mathematik und Naturkundliche Studienberatung ab. Steinbach war ab 1959 im Schuldienst beschäftigt und war Besuchsschullehrer an der Pädagogischen Akademie des Bundes sowie Vortragender am Pädagogischen Institut. Zudem wirkte Steinbach als Mitglied der Prüfungskommission für Lehrämter an Allgemeinbildenden Pflichtschulen beim Stadtschulrat für Wien.

## Politiker
Steinbach war von 1983 bis 1991 Abgeordneter zum Wiener Landtag und Mitglied des Wiener Gemeinderates. Innerparteilich hatte er ab die Funktion des Bezirksparteivorsitzenden-Stellvertreter der SPÖ Rudolfsheim-Fünfhaus. Zudem war er Mitglied in verschiedenen Kuratorien und Bildungsvereinen sowie Vizepräsident des Verbandes Österreichischer Volkshochschulen und Vorsitzender der Erwachsenenbildungskommission des Bundesbildungsausschusses. Des Weiteren vertrat Steinbach die SPÖ vom 29. Jänner 1992 bis zum 6. November 1994 im Nationalrat.